# Tour de France 2017/15. Etappe

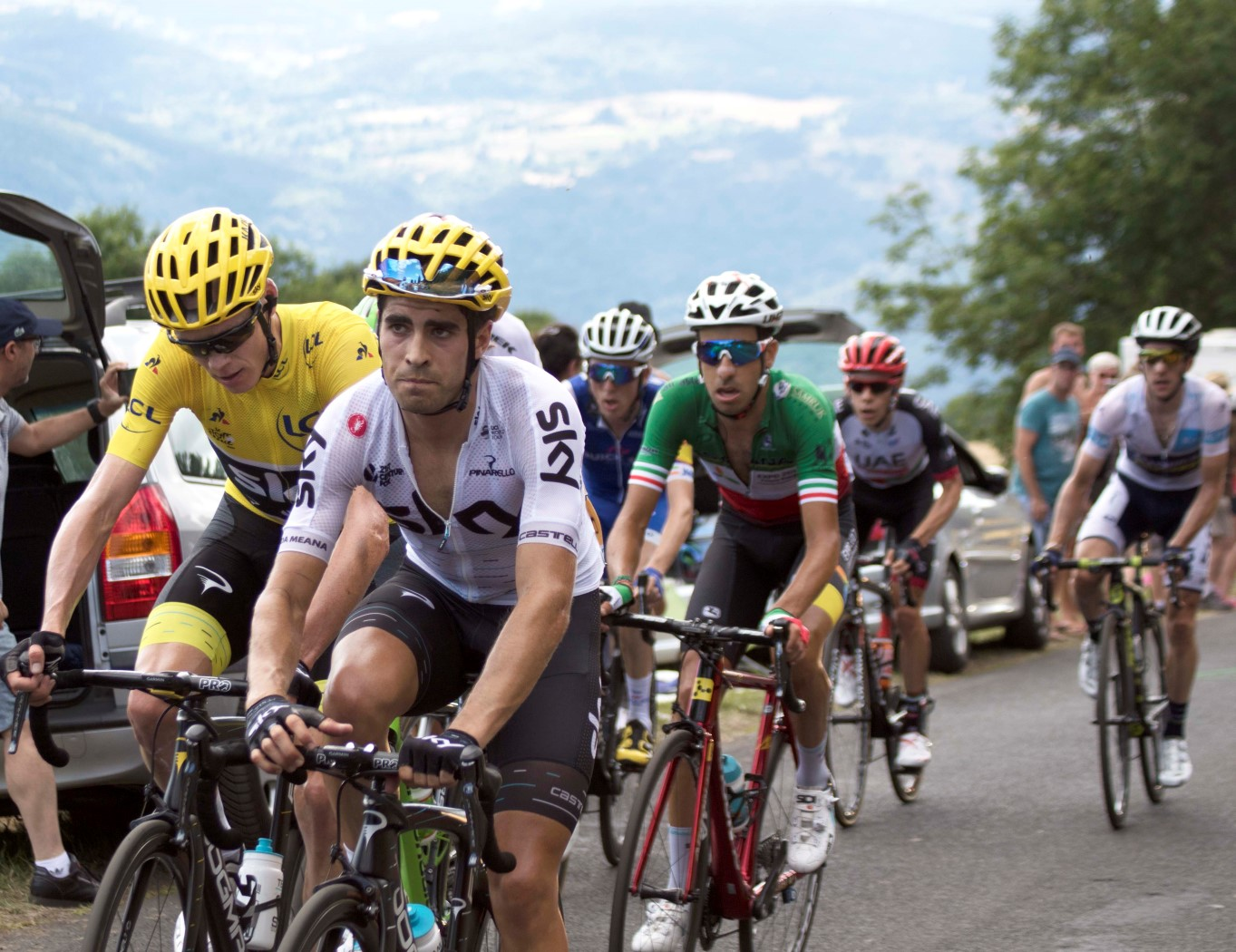
Momentaufnahme von der 15. Etappe der Tour des France 2017

Die 15. Etappe der Tour de France 2017 fand am 16. Juli 2017 statt. Die Bergetappe führte über 189,5 Kilometer im Zentralmassiv von Laissac-Sévérac l’Église nach Le Puy-en-Velay. Es gab einen Zwischensprint nach 96 Kilometern in Saint-Alban-sur-Limagnole sowie zwei Bergwertungen der ersten, eine der dritten und eine der vierten Kategorie.
Tagessieger wurde Bauke Mollema, der sich etwa 30 Kilometer vor dem Ziel, kurz nach der vorletzten Bergwertung, dem Col de Peyra Taillade, von den Restbeständen einer größeren Spitzengruppe absetzte, die sich zu Beginn der Etappe gebildet hatte. Teil dieser Spitzengruppe waren neben Warren Barguil, der seine Führung in der Bergwertung ausbaute, und seinem Teamkollegen Michael Matthews, der den Zwischensprint des Tages gewann, auch Tony Martin, der 65 Kilometer vor dem Ziel eine Soloflucht begann, aber im Anstieg zum Col de Peyra Taillade gestellt wurde. Chris Froome im Gelben Trikot kam an dieser Steigung in Schwierigkeiten, nachdem das Ag2r La Mondiale-Team des Drittplatzierten der Gesamtwertung, Romain Bardet, das Tempo verschärfte und er anschließend einen Defekt hatte. Er konnte aber die Favoritengruppe wieder einholen, die das Ziel mit 6:25 Minuten Rückstand auf Mollema erreichte.

## Punktewertungen
| Zwischensprint in Saint-Alban-sur-Limagnole nach 96 km auf 932 m |             |                            |         |
| 1.                                                               | Australien  | Michael Matthews (SUN)     | 20 Pkt. |
| 2.                                                               | Belgien     | Thomas De Gendt (LTS)      | 17 Pkt. |
| 3.                                                               | Belgien     | Jan Bakelants (ALM)        | 15 Pkt. |
| 4.                                                               | Deutschland | Simon Geschke (SUN)        | 13 Pkt. |
| 5.                                                               | Frankreich  | Tony Gallopin (LTS)        | 11 Pkt. |
| 6.                                                               | Italien     | Alessandro De Marchi (BMC) | 10 Pkt. |
| 7.                                                               | Frankreich  | Lilian Calmejane (DEN)     | 9 Pkt.  |
| 8.                                                               | Belgien     | Tiesj Benoot (LTS)         | 8 Pkt.  |
| 9.                                                               | Niederlande | Maurits Lammertink (KAT)   | 7 Pkt.  |
| 10.                                                              | Deutschland | Tony Martin (KAT)          | 6 Pkt.  |
| 11.                                                              | Irland      | Nicolas Roche (BMC)        | 5 Pkt.  |
| 12.                                                              | Frankreich  | Romain Sicard (DEN)        | 4 Pkt.  |
| 13.                                                              | Niederlande | Bauke Mollema (TFS)        | 3 Pkt.  |
| 14.                                                              | Italien     | Diego Ulissi (UAD)         | 2 Pkt.  |
| 15.                                                              | Belgien     | Serge Pauwels (DDD)        | 1 Pkt.  |

| Etappenziel in Le Puy-en-Velay nach 189,5 km auf 629 m |             |                           |         |
| 1.                                                     | Niederlande | Bauke Mollema (TFS)       | 30 Pkt. |
| 2.                                                     | Italien     | Diego Ulissi (UAD)        | 25 Pkt. |
| 3.                                                     | Frankreich  | Tony Gallopin (LTS)       | 22 Pkt. |
| 4.                                                     | Slowenien   | Primož Roglič (TLJ)       | 19 Pkt. |
| 5.                                                     | Frankreich  | Warren Barguil (SUN)      | 17 Pkt. |
| 6.                                                     | Irland      | Nicolas Roche (BMC)       | 15 Pkt. |
| 7.                                                     | Frankreich  | Lilian Calmejane (DEN)    | 13 Pkt. |
| 8.                                                     | Belgien     | Jan Bakelants (ALM)       | 11 Pkt. |
| 9.                                                     | Frankreich  | Thibaut Pinot (FDJ)       | 9 Pkt.  |
| 10.                                                    | Belgien     | Serge Pauwels (DDD)       | 7 Pkt.  |
| 11.                                                    | Belgien     | Tiesj Benoot (LTS)        | 6 Pkt.  |
| 12.                                                    | Italien     | Damiano Caruso (BMC)      | 5 Pkt.  |
| 13.                                                    | Spanien     | Daniel Navarro (COF)      | 4 Pkt.  |
| 14.                                                    | Frankreich  | Pierre-Luc Périchon (TFO) | 3 Pkt.  |
| 15.                                                    | Frankreich  | Amaël Moinard (BMC)       | 2 Pkt.  |